# Fringilla teydea
El pinzón azul de Tenerife o pinzón del Teide (Fringilla teydea), es una especie de ave paseriforme de la familia de los fringílidos (Fringillidae). Es un endemismo exclusivo de esta isla. Se considera, según una ley del Gobierno de Canarias, como símbolo animal de la isla de Tenerife, conjuntamente con el drago como símbolo vegetal.

## Descripción
El pinzón azul se parece al pinzón común, aunque son notablemente más grandes y tienen el pico más grueso. Se caracterizan por su pico gris y tener el plumaje más uniforme, en el que destacan menos las alas oscuras. Las hembras son de un color pardo grisáceo más apagado, aunque se distinguen de las de pinzón común por tener las franjas de las alas más estrechas, mientras que los machos en época de cría son inconfundibles por su plumaje azul, que pasa a gris azulado el resto del año.

## Distribución geográfica y hábitat
Este pájaro se encuentra solo en el interior de la isla de Tenerife. Su hábitat principal son los bosques de montaña de pino canario (Pinus canariensis). La presencia de la especie depende del tipo de sotobosque, con preferencia por el tagasaste (Chamaecytisus proliferus), y pinares con escobones y estratos arbustivos de fayas y brezos, así como de la existencia de pinos de cierta madurez. Prefiere los hábitats con una altitud de entre 1100-2000 m, aunque desciende a altitudes más bajas cuando hace mal tiempo.
Según algunos estudios, su origen puede deberse a una invasión de pinzones vulgares procedentes de África en la antigüedad, que con el tiempo evolucionaron en una nueva subespecie debido a su aislamiento en Tenerife.
El impacto sobre la población de F. teydea por el incendio en Tenerife de julio de 2012, aún no ha sido estudiado.

## Comportamiento

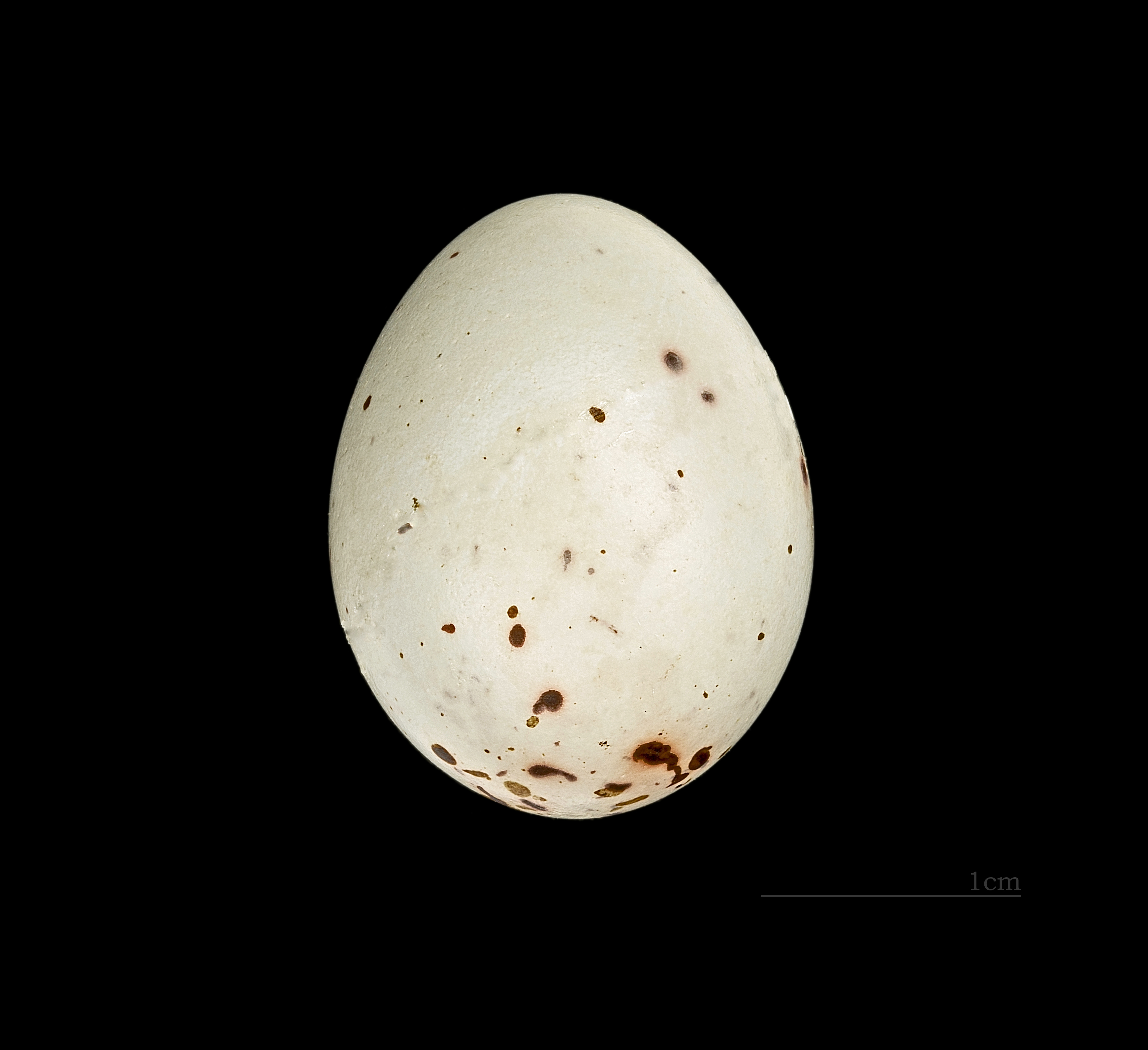
Huevo de Fringilla teydea.

Su canto es más corto y débil que el del pinzón común y sus llamadas durante el vuelo son más destacadas. Los pinzones azules se alimentan principalmente de las semillas del pino canario, pero a diferencia de los otros pinzones, sus pollos se alimentan exclusivamente de insectos. Crían de mayo a julio. Construyen sus nidos en las ramas de los árboles y ponen dos huevos. Son pájaros sedentarios y principalmente solitarios que forman pequeñas bandadas fuera de la época de cría, algunas veces en compañía de los pinzones comunes y otros fringílidos.

## Reclasificación
Hasta 2015 el pinzón azul Fringilla teydea se clasificaba en dos subespecies: Fringilla teydea teydea de Tenerife y Fringilla teydea polatzeki localizada en la región montana del suroeste de la isla de Gran Canaria. Sin embargo, un estudio publicado en marzo de 2016 en la revista Journal of Avian Biology, demuestra que se trata de dos especies distintas y que deberían clasificarse como: Fringilla teydea y Fringilla polatzeki.